# Министерство исправительных учреждений ЮАР
Министерство исправительных учреждений ЮАР отвечает за функционирование пенитенциарной системы в Южной Африке. Министерство насчитывает около 34 000 сотрудников и отвечает за управление в 240 тюрьмах, которые вмещают около 189 748 заключенных. Тюрьмы подразделяются на тюрьмы с минимальным, средним и максимальным уровнями безопасности. Глава - министр исправительных учреждений, в настоящее время Сибусисо Ндебеле.

## Исправительные центры
Из 240 тюрем:
- 8 женских
- 13 для несовершеннолетних правонарушителей
- 40 для правонарушителей мужского пола
- 72 тюрьмы для мужчин и женщин
- 5 тюрем, которые временно закрыты или под ремонтом

## Отделы
- Финансовый
- Развития и ухода
- Исправления
- Центральные службы
- Корпоративных услуг
- Операций и поддержки управления